# Naissance en 896
Naissance
- 892
- 893
- 894
- 895
- 896
- 897
- 898
- 899
- 900

Cette page dresse une liste de personnalités nées au cours de  l'année 896 :
- Al-Mas'ûdî, encyclopédiste et polygraphe arabe.
- Liu Hua (en), également appelée Princesse Qingyuan, première femme, connue, de Wang Yanjun (en), empereur du royaume Min.
- Mathilde de Ringelheim, fille du comte de Westphalie Théodoric de Ringelheim, fut l'épouse du duc de Saxe, le futur Henri l'Oiseleur, roi de Francie orientale, et la mère d'Otton Ier, fondateur du Saint-Empire romain germanique.

## Crédit d'auteurs
- Cet article est partiellement ou en totalité issu de l'article intitulé « 896 » (voir la liste des auteurs).